# Trendelburg
Trendelburg is een plaats in de Duitse deelstaat Hessen, gelegen in de Landkreis Kassel. De stad telt 4.866 inwoners.
Trendelburg ligt aan het riviertje de  Diemel.

## Geografie
Trendelburg heeft een oppervlakte van 69,35 km² en ligt in het centrum van Duitsland, iets ten westen van het geografisch middelpunt.
Ahnatal · Bad Emstal · Bad Karlshafen · Baunatal · Breuna · Calden · Espenau · Fuldabrück · Fuldatal · Grebenstein · Habichtswald · Helsa · Hofgeismar · Immenhausen · Kaufungen · Liebenau · Lohfelden · Naumburg · Nieste ·  Niestetal ·  Reinhardshagen · Schauenburg · Söhrewald · Trendelburg · Vellmar · Wesertal · Wolfhagen · Zierenberg